# Pat Casey
Patrick Casey (conocido como Pat Casey; Yorba Linda, 26 de diciembre de 1996-Ramona, 6 de junio de 2023) fue un deportista estadounidense que compitió en ciclismo en la modalidad de BMX estilo libre.

## Trayectoria
Consiguió seis medallas en los X Games entre los años 2012 y 2022. Además, ganó las competiciones de Toronto BMX Jam (2011), FISE Costa Rica (2012), Lords of Dirt en Bedford (2012), Red Bull Dreamline (2013), FISE Mini-Ramp en Montpellier (2018) y Ultimate X Park en Ciudad del Cabo (2019).
Fue el primer ciclista de BMX que ejecutó en competición las acrobacias decade backflip y double-decade backflip.  Construyó su propia instalación en Riverside, el Dreamyard, que fue sede de eventos oficiales y se convirtió en un centro formativo para jóvenes ciclistas.
Falleció a los 29 años, en una exhibición que realizaba en un parque de motocrós de la localidad de Ramona, al perder el control de su motocicleta mientras realizaba un salto y estrellarse bajo esta en el suelo.

## Medallero internacional
| \| X Games de Verano \| X Games de Verano \| X Games de Verano \| X Games de Verano \| \| Año \| Lugar \| Medalla \| Prueba \| \| ----------------- \| ---------------------------- \| ----------------- \| ----------------- \| \| 2012 \| Los Ángeles (Estados Unidos) \| Medalla de bronce \| Parque \| \| 2013 \| Foz do Iguaçu (Brasil) \| Medalla de plata \| Parque \| \| 2017 \| Mineápolis (Estados Unidos) \| Medalla de bronce \| Mejor truco \| \| 2021 \| California (Estados Unidos) \| Medalla de oro \| Dirt \| \| 2021 \| California (Estados Unidos) \| Medalla de plata \| Parque \| \| 2022 \| California (Estados Unidos) \| Medalla de plata \| Megaparque \| |                              |                   |             |
| X Games de Verano |                              |                   |             |
| Año | Lugar                        | Medalla           | Prueba      |
| 2012 | Los Ángeles (Estados Unidos) | Medalla de bronce | Parque      |
| 2013 | Foz do Iguaçu (Brasil)       | Medalla de plata  | Parque      |
| 2017 | Mineápolis (Estados Unidos)  | Medalla de bronce | Mejor truco |
| 2021 | California (Estados Unidos)  | Medalla de oro    | Dirt        |
| 2021 | California (Estados Unidos)  | Medalla de plata  | Parque      |
| 2022 | California (Estados Unidos)  | Medalla de plata  | Megaparque  |